# Red Bull Stratos
Red Bull Stratos va ser una missió a la vora de l'espai duta a terme per un grup de científics, la marca de begudes energitzants Red Bull, el coronel retirat de la USAF Joseph Kittinger i el paracaigudista austríac Felix Baumgartner. La missió tenia planejat pujar a Baumgartner a una alçada aproximada de 36.576 metres fins a l'estratosfera sobre Roswell, Nou Mèxic, Estats Units en un globus inflat amb heli abans de llençar-se i posteriorment descendir en paracaigudes fins a terra.
Finalment el 14 d'octubre de 2012 es va produir el salt a les 09:30 MDT (15:30 UTC)sobre els 39.000 metres. Baumgartner va trencar la barrera del so durant el seu descens (aconseguint una velocitat màxima de 1342 km/h, Mach 1.24), convertint-se en el primer humà a aconseguir-ho sense un vehicle automotor. L'exitós salt, va fer també que Baumgartner trenqués dos rècords mundials més -el vol més alt en un globus tripulat i el salt de major altura-, encara que finalment no va superar el rècord anterior de més temps en caiguda lliure de Kittinger, que també posseïa el de salt a major altura. El salt, en caiguda lliure (abans d'obrir el paracaigudes) es va estimar que duraria entre cinc i sis minuts, fent que el salt total (fins a fer contacte amb la terra) durés aproximadament deu minuts, però finalment la caiguda lliure va durar una mica més de quatre minuts.

## Història
El gener de 2010, es va informar que Baumgartner estava treballant amb un equip de científics i amb el patrocinador Red Bull, per intentar batre el rècord del major salt en paracaigudes de la història. Baumgartner planejava fer un salt de planejament ascendir a 36.576 metres des d'una càpsula suspesa d'un globus inflat amb heli, buscant ser el primer paracaigudista a trencar la barrera del so. El 12 d'octubre de 2010, Red Bull va anunciar que hi hauria "aturat" el projecte, ja que Daniel Hogan hauria interposat una demanda a la Cort Superior de Califòrnia, a Los Angeles, Califòrnia, Estats Units a l'abril d'aquest any, reclamant que la idea original d'un salt en paracaigudes des del  vora de l'espai era seva, que l'havia ideat el 2004, i que Red Bull li hauria robat aquesta. La demanda es va resoldre fora dels tribunals el juny de 2011. El 5 de febrer del 2012, el diari The Daily Telegraph informar que el projecte havia estat reprès.

### Precedents: El salt de Joe Kittinger

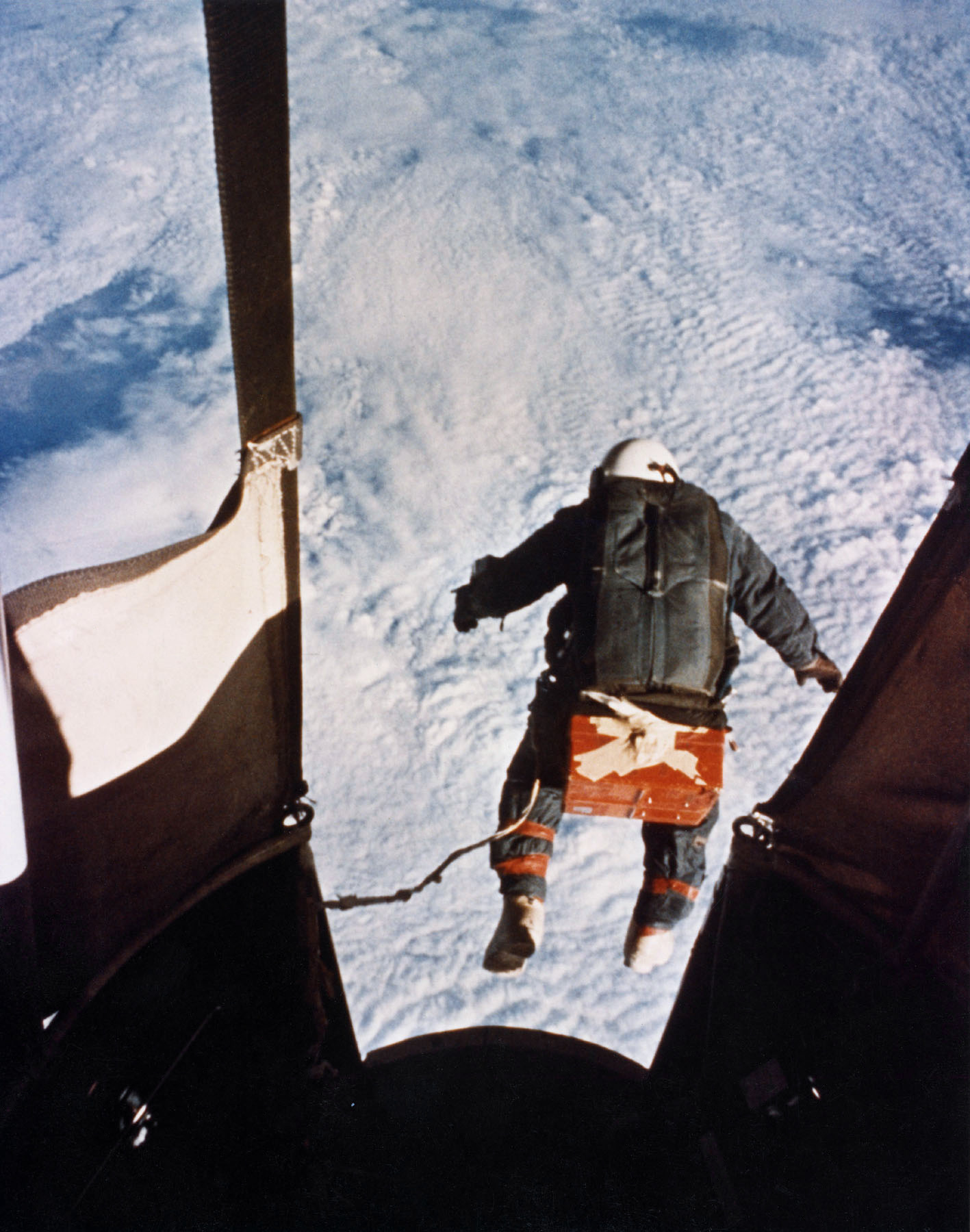
Joe Kittinger saltant des de l'Excelsior III.

El salt que Joe va registrar el 1960 va ser de 31.333 metres, durant una època en què ningú sabia si un ésser humà podria sobreviure a un salt des de la vora l'espai. Joe era aleshores un capità de l'USAF i ja havia saltat des d'un globus a 29.565 metres al projecte Manhigh i va sobreviure a un accident en un salt de 23.286 metres a l'Excelsior I. L'Excelsior III va ser el seu salt en paracaigudes número 33.

### Preparació
Felix Baumgartner va planejar ascendir a 36.576 metres en un globus estratosfèric i realitzar un  salt en caiguda lliure cap a la terra volant a velocitats supersòniques abans de descendir en paracaigudes a la terra. L'objectiu d'aquesta odissea era proporcionar valuoses dades d'investigació mèdica i científica per als vestits de pressió del futur.

## Equip
L'equip Red Bull Stratos va reunir diversos membres del món en medicina aeroespacial i enginyeria, que van estar encarregats de supervisar el desenvolupament del vestit de la pressió que faria servir Baumgartner, així com de la creació de la càpsula i la fabricació dels globus que haurien de portar fins al punt de salt.

## Salt
El 8 d'octubre de 2012 estava previst que Baumgartner realitzés el salt per aconseguir velocitat supersònica, des d'una altura rècord de 37 km. Però el dia 5 d'octubre de 2012, l'intent de salt va ser replanificado per al dia 9 d'octubre de 2012, a causa de la previsió meteorològica. Aquest mateix dia, i quan Baumgartner es trobava ja dins de la càpsula, l'equip de Red Bull Stratos informar a les 11:42 h (temps de la muntanya) al seu compte de Twitter que el salt hauria de ser cancel·lat a causa que un fort vent no permetia l'ascens del globus que portaria a la càpsula i que seria molt perillós de realitzar, però que estarien informant sobre noves possibles dates per fer el salt. Finalment, amb el perfil a Facebook, l'equip de RBS va informar que molt probablement el salt es realitzaria el 14 d'octubre entre les 06:00 i les 06:30 h hora de la muntanya), depenent del clima i les condicions atmosfèriques que trobessin aquest dia. Però aquell dia, a les 13:00 hora espanyola, es va planejar ajornar el salt una hora més. Si no saltava en aquest dia, haurien d'esperar diversos mesos més fins que es fessin més globus d'heli, ja que aquest era l'últim.
Finalment, l'últim intent es va produir el dia 14 d'octubre de 2012. L'ascensió es va produir al voltant de les 17:30 hores (GMT+1). A les 19:30 GMT+1 Baumgartner va batre el primer dels quatre rècords previstos: vol en globus tripulat a més alçada, establert en 34.668 metres el 5 d'abril de 1961 per Malcolm Ross i Victor Prather.
L'ascensió va ser superior a la prevista inicialment (estimada en 36.576 metres). La revisió de seguretat es va realitzar a les 19:46, als 38.600 metres d'altura, quan havien transcorregut aproximadament dues hores i quinze minuts des de l'inici de l'ascensió. Un cop assolits gairebé els 38,9 quilòmetres el globus va començar a baixar lleugerament, fins als 38.790 metres, per un altre cop tornar a ascendir fins als 38.920 metres, altura a la qual Felix Baumgartner va començar a ultimar els detalls del seu descens. La temperatura a l'exterior de la càpsula era de -9,3 °C. La temperatura, a la capsula era de 9,9 °C. La pressió d'aire, de 0,329 bars a la càpsula i 0,0005 bar a l'exterior.
El salt es va produir a les dues hores i mitja del començament de l'ascensió. En aquest moment va superar el segon rècord, el de caiguda lliure a major altura, 39.000 metres, molt per sobre del rècord de Joe Kittinger el 1960 (31.332 metres). En el descens va aconseguir batre el seu tercer rècord, superar la barrera del so (a les 20:08 h GMT+1) sense ajuda mecànica, encara que no va aconseguir el rècord de major temps de descens en caiguda lliure (va fer 4 minuts 19 segons davant els 4 minuts 39 segons de Kittinger el 1960).
L'arribada a terra transcórrer sense problemes (al voltant de les 20:15 h GMT+1), amb la consecució d'una nova fita històrica per a l'ésser humà.

### Anàlisi del salt
Després d'una anàlisi preliminar, es va anunciar que Baumgartner va superar tres dels quatre records previstos, el vol més alt en globus tripulat, el primer ésser humà a trencar la barrera del so sense l'ajuda d'un vehicle, i el salt més llarg en paracaigudes.
Funcionaris de la Fédération Aéronautique Internationale (FAI) estan analitzant les dades des de l'origen. Si es confirma, el salt estadístiques Baumgartner s'han assolit serà:
- Altitud màxima de 39,045 km
- Velocitat màxima de 1342,8 kph, que correspon a Mach 1,24
- El temps total de caiguda lliure de 4 minuts i 19 segons
- Total distància de caiguda lliure de 36.529 m

La durada de la caiguda lliure de Baumgartner fou de 4 minuts 19 segons. La FAI va anunciar que la confirmació de l'hora exacta i altituds podria tardar diverses setmanes. Les dades seran avaluades per primera vegada per l'Àustria Aeroclub (ÖAeC), ja que Baumgartner és un ciutadà austríac i després serà confirmat per la FAI. Mentre que els valors absoluts dels records poden canviar lleugerament, no hi ha dubte que Baumgartner va superar la barrera del so.